# Microcerculus ustulatus
Microcerculus ustulatus là một loài chim trong họ Troglodytidae.